# Governo della Repubblica di Cina di Canton
Il governo della Repubblica di Cina di Canton fu l'autorità che guidò il secondo movimento di protezione della costituzione. La giunta militare fu sostituita da un sistema presidenziale.

## Storia
Dopo che Sun Yat-sen aveva lasciato Canton il 21 maggio 1918 e vi era tornato il 28 novembre 1920, riorganizzò il governo militare meridionale e iniziò il Secondo Movimento di protezione della costituzione. Il 12 gennaio 1921 il Congresso Straordinario riprese la sua riunione a Canton. Il 2 aprile il Congresso Straordinario si riunì e annunciò l'abolizione del governo militare meridionale, sostenendo di formare il governo della Repubblica di Cina. Sun Yat-sen fu eletto "Grande Presidente" il 7 aprile ed entrò in carica a Canton il 5 maggio.
Dopo la sua elezione, Sun Yat-sen rilasciò dichiarazioni separate in patria e all'estero e scrisse una lettera aperta a Xu Shichang, presidente del governo Beiyang, convincendolo a dimettersi volontariamente. Allo stesso tempo, pubblicò la sua nuova lista del personale centrale del governo:
- Ministro degli Affari Esteri Wu Tingfang
  - Wu Chaoshu
- Ministro delle Finanze Tang Shaoyi
  - Liao Zhongkai
- Segretario dell'esercito Chen Jiongming
- Ministro dell'Interno Chen Jiongming
- Segretario della Marina Tang Tingguang
- Capo di Stato Maggiore Li Liejun
- Segretario generale Ma Junwu
- Senato generale e capo dell'ufficio civile Hu Hanmin
- Presidente Xu Shaozhen
- Ministro della politica Hu Hanmin
- Governatore del Guangdong Chen Jiongming

Dopo che Sun Yat-sen entrò in carica, la forza principale fu la Spedizione del Nord per unificare la Cina. Tuttavia, l'idea di Sun Yat-sen della Spedizione nel Nord fu contrastata da Chen Jiongming, che era diventato famoso a Canton grazie allo sviluppo dell'esercito del Guangdong. Chen Jiongming sostenne l'autonomia provinciale congiunta – proposta dal signore della guerra dello Hunan Tan Yankai – e un sistema federale. Chen Jiongming sostenne la "sospensione dell'esercito", l'attuazione dell'autonomia interprovinciale per proteggere il territorio, "l'istituzione prima della costituzione provinciale" e la costruzione del Guangdong. Ma Sun Yat-sen credeva che "l'autonomia interprovinciale" riconoscesse lo status quo del regime del governo Beiyang, e in sostanza sarebbe ancora un regime di signori della guerra mascherato. Sun Yat-sen attuò la strategia di unificare il paese con la forza e alla fine si scontrò con Chen Jiongming.
Nell'aprile 1922 Wu Peifu inviò segretamente qualcuno nel Guangdong per contattare Chen Jiongming, chiedendo a lui di opporsi alla Spedizione del Nord di Sun Yat-sen. A maggio Wu Peifu ebbe un appuntamento segreto con Chen Jiongming. Wu Peifu espulse Xu Shichang nel nord e Chen Jiongming rovesciò Sun Yat-sen nel sud. Il primo passo fu reintegrare Li Yuanhong e utilizzare l'abolizione del governo per disarmare Cao Kun ei signori della guerra delle province. Se il fallimento fu anche vittima di Li Yuanhong, il Congresso elesse con urgenza Wu Peifu e Chen Jiongming presidente e vicepresidente. Wu Tingfang e Cai Yuanpei erano il presidente di transizione e il vicepresidente. Secondo i desideri di Cao Kun e Wu Peifu, i signori della guerra del nord emisero energizzazioni uno dopo l'altro, chiedendo che i presidenti del Nord e del Sud si dimettessero contemporaneamente. Il 31 maggio 1922 203 membri del Senato e della Camera dei rappresentanti del vecchio Congresso rilasciarono una dichiarazione in cui annunciavano che avrebbero esercitato i poteri parlamentari lo stesso giorno, abolito i governi del Nord e del Sud e formato un governo unito.
Dopo la fine della prima guerra Zhili-Fengtian, la situazione divenne sempre più drammatica. Il 3 giugno 1922 Ye Ju dichiarò la legge marziale a Canton. Wu Peifu e Chen Jiongming usarono la reintegrazione di Li Yuanhong come scusa per dire che lo scopo di proteggere la costituzione era stato raggiunto e chiesero che Sun Yat-sen e Xu Shichang si dimettessero contemporaneamente. Dal momento che Sun Yat-sen una volta rilasciò una dichiarazione politica durante una guerra per difendere la legge, promise che se il veterano del Beiyang Xu Shichang e il suo governo Beiyang si sarebbero dimessi, anche lui lo avrebbe fatto. Cai Yuanpei, Hu Shi, Gao Yihane più di duecento celebrità di ogni ceto sociale che sostennero l'autonomia interprovinciale congiuntamente chiamata Sun Yat-sen e il Congresso Straordinario di Guangzhou per mantenere la sua promessa. Allo stesso tempo, Wu Peifu invitò separatamente anche Sun Yat-sen, Wu Tingfang, Li Liejun e altri ad andare a nord per riconnettersi con il paese e creare un'atmosfera di "unità nazionale".
Chen Jiongming fece il passo finale il 13 giugno 1922, convocando un incontro con Ye Ju e altri a Shilong per discutere lo spiegamento militare della ribellione. Nel cuore della notte del 15 giugno, alti generali dell'esercito del Guangdong convocarono una riunione e decisero di avviare un'operazione militare per rimuovere Sun dal potere. Lo stesso giorno, Ye Ju mobilitò le truppe sul monte Baiyun per prepararsi al bombardamento del palazzo presidenziale del monte Guanyin e della torre Yuexiu. Il 16 giugno l'esercito cantonese dichiarò e notificò per la prima volta il bombardamento del palazzo presidenziale del monte Guanyin. Sun Yat-sen partì sulla nave Yongfeng sotto la scorta di Chiang Kai-shek e Chen Ce, e si ritirò dal Guangdong all'inizio di agosto per Shanghai, dove Lu Yongxiang deteneva influenza. Il governo della Repubblica di Cina di Canton crollò. Il secondo movimento di protezione della costituzione fallì.
Dopo l'incidente del 16 giugno, Sun Yat-sen continuò a ricoprire il ruolo di presidente straordinario.
Il 19 gennaio 1923 Sun Yat-sen cedette il potere a Hu Hanmin, Li Liejun, Wei Bangping, Xu Chongzhi e Zou Lu per assumere collettivamente i pieni poteri come presidente. Il 21 febbraio Sun Yat-sen arrivò di nuovo a Canton e istituì la Roccaforte del maresciallo dell'esercito e della marina della Repubblica di Cina.